# Donald Sutherland
Donald McNichol Sutherland (ur. 17 lipca 1935 w Saint John, zm. 20 czerwca 2024 w Miami) – kanadyjski aktor i producent filmowy. Laureat honorowego Oscara za całokształt twórczości. Ojciec Kiefera i Rossifa.
26 stycznia 2011 otrzymał własną gwiazdę w Alei Gwiazd w Los Angeles znajdującą się przy 7024 Hollywood Boulevard.

## Życiorys

### Wczesne lata
Urodził się w Saint John w kanadyjskiej prowincji Nowy Brunszwik jako syn Dorothy Isobel (z domu McNichol; 1892–1956) i Fredericka McLea Sutherlanda (1894–1983), który pracował w sprzedaży i prowadził lokalną spółkę gazową, elektryczną i autobusową. Jego matka była pochodzenia szkockiego, a ojciec miał korzenie szkockie, angielskie i niemieckie. Jako dziecko cierpiał na gorączkę reumatyczną, zapalenie wątroby i chorobę Heinego-Medina. W wieku 14 lat pracował w radiu CKBW-FM. Mając 19 lat Sutherland spędził cztery miesiące w ramach wymiany studenckiej w Finlandii, gdzie mieszkał w pobliżu kopalni żelaza w Otanmäki w regionie Kainuu.
Po ukończeniu Bridgewater High School, studiował w Victoria College, University of Toronto, gdzie spotkał swoją pierwszą żonę Lois Hardwick i ukończył podwójny kierunek inżynieryjny i teatru. Był członkiem zespołu komediowego „UC Follies” w Toronto. W 1957 opuścił Kanadę i wyjechał do Wielkiej Brytanii, studiując w London Academy of Music and Dramatic Art.

### Kariera
W 1952 debiutował na scenie w roli Wally’ego Myersa w sztuce Jamesa Thurbera Męskie zwierzę w Hart House Theatre w Toronto. Pojawiał się w produkcjach na West Endzie. Przeniósł się do Szkocji, gdzie od 1960 przez 18 miesięcy grał w Perth Repertory Theatre. Jego współlokatorem był aktor Michael Sheard. Od początku do połowy lat 60. Sutherland zaczął grać małe role w brytyjskich filmach i telewizji, w tym Człowiek świata (1962), Święty (1965–1966) i Rewolwer i melonik (1967). Po raz pierwszy trafił przed kamery filmowe w dramacie Świat dziesięć razy przekroczony (The World Ten Times Over, 1963) z Sylvią Syms. W 1969 trafił na Broadway w musicalu Buck White z Muhammadem Ali.
W krótkim czasie jego wyraziste role wyniosły go na szczyty popularności i zapewniły stałe miejsce w historii kina w takich filmach jak: Parszywa dwunastka (1967), Złoto dla zuchwałych (1970), MASH (1970) i Klute (1971). W późniejszym okresie stworzył szereg innych wybitnych kreacji w takich obrazach jak: Casanova Federico Felliniego (1976), Orzeł wylądował (1976), Zwyczajni ludzie (1980) czy Igła (1981).
W 1981 powrócił na Broadway w roli Humberta Humberta w przedstawieniu Edwarda Albeego Lolita na podstawie powieści Vladimira Nabokova Lolita z udziałem Clive’a Revilla i Iana Richardsona.
Przez całą karierę pozostawał aktorem niezwykle aktywnym; ma na swoim koncie blisko 170 filmowych ról. Nigdy nie udało mu się jednak zdobyć nawet nominacji do nagrody Oscara. Otrzymał za to dwie statuetki Złotego Globu oraz 7 nominacji do niego. We wrześniu 2017 Amerykańska Akademia Filmowa ogłosiła przyznanie Sutherlandowi honorowego Oscara za całokształt twórczości aktorskiej.
W latach 70. był zagorzałym przeciwnikiem wojny w Wietnamie. Odznaczony Orderem Kanady (1978).
Zasiadał w jury konkursu głównego na 69. MFF w Cannes (2016).

## Śmierć
Zmarł 20 czerwca 2024 pod opieką szpitalną w Miami na przewlekłą obturacyjną chorobę płuc w wieku blisko 89 lat.

## Filmografia
- Fanatyk (1965) jako Joseph
- Gabinet Grozy doktora Zgrozy (1965) jako dr Bob Carroll
- Wszystko dla niej (1965) jako ojciec szukający autografu
- Escape Route (1966), odcinek serialu Święty, jako John Wood
- Mózg za miliard dolarów (1967) jako naukowiec przy komputerze
- Parszywa dwunastka (1967) jako Vernon L. Pinkley
- Złoto dla zuchwałych (1970) jako sierżant „Oddball”
- MASH (1970) jako kpt. Benjamin F. Pierce („Sokole Oko”)
- Zacznijcie rewolucję beze mnie (1970) jako Pierre/Charles
- Alex w Krainie Czarów (1970) jako Alex Morrison
- Klute (1971) jako John Klute
- Johnny poszedł na wojnę (1971) jako Jezus Chrystus
- Sposób na Alfreda (1971) jako ks. Henry Dupas
- Jego najlepszy numer (1973) jako Jesse Veldini
- Nie oglądaj się teraz (1973) jako John Baxter
- Szpiegomania (1974) jako Bruland
- Dzień szarańczy (1975) jako Homer Simpson
- Orzeł wylądował (1976) jako Liam Devlin
- Casanova (1976) jako Giacomo Casanova
- Wiek XX (1976) jako Attila Mellanchini
- Kino z Kentucky Fried Theater (1977) jako niezdarny kelner
- Więzy krwi (1978) jako Steve Carella
- W krzywym zwierciadle: Menażeria (1978; lub po prostu Menażeria) jako prof. Dave Jennings
- Inwazja łowców ciał (1978) jako Matthew Bennell
- Morderstwo na zlecenie (1979) jako Robert Lees
- Wyspa Niedźwiedzia (1979) jako Frank Lansing
- Wielki napad na pociąg (1979) jako Agar
- Zwyczajni ludzie (1980) jako Calvin Jarrett
- Igła (1981) jako Henry Faber
- Powrót Maxa Dugana (1983) jako Brian Costello
- Świry (1984) jako Weslake
- Rewolucja (1985) jako sierżant mjr Peasy
- Grzeszni chłopcy (1985) jako b. Thadeus
- Różaniec morderstw (1987) jako o. Robert Koesler
- Kłopoty ze szpiegami (1987) jako Appleton Porter
- Droga do domu (1989) jako dr Charles Loftis
- Sucha biała pora (1989) jako Ben du Toit
- Osadzony (1989) jako Warden Drumgoole
- Domena władzy (1990) jako Józef Burski
- Krzyk kamienia (1991) jako Ivan
- JFK (1991) jako Mr. X (L. Fletcher Prouty)
- Ognisty podmuch (1991) jako Ronald Bartel
- Buffy – postrach wampirów (1992) jako Merrick Jamison-Smythe
- Cień wilka (1992) jako Henderson
- Zakazany rytm (1993) jako Kirov
- Szósty stopień oddalenia (1993) jako Flan Kittredge
- Władcy marionetek (1994) jako Andrew Nivens
- W sieci (1994) jako Bob Garvin
- Epidemia (1995) jako gen. Donald „Donnie” McClintock
- Obywatel X (1995) jako płk. Michaił Fetisov
- Chybiony cel (1995) jako Garrett Lawton
- Czas zabijania (1996) jako Lucien Wilbanks
- Misja specjalna (1997) jako Jack Shaw
- Wróg naturalny (1997) jako Ted Robards
- Spisek (1997) jako Jacob Conrad
- Przed metą (1998) jako Bill Bowerman
- Łatwa forsa (1998) jako sędzia Rolf Rausenberger
- W sieci zła (1998) jako porucznik Stanton
- Wirus (1999) jako kpt. Robert Everton
- Instynkt (1999) jako dr Ben Hillard
- Hunley (1999) jako gen. Pierre G.T. Beauregard
- Przerażenie (2000) jako Michael
- Kosmiczni kowboje (2000) jako kpt. Jerry O’Neill
- Zasady walki (2000) jako Douglas Thomas
- Powstanie (2001) jako Adam Czerniaków
- Na wojennej ścieżce (2002) jako Clark M. Clifford
- Włoska robota (2003) jako John Bridger
- Sztorm na Bałtyku (2003) jako Lou Aldryn
- Wzgórze nadziei (2003) jako wielebny Monroe
- Miasteczko Salem (2004) jako Richard Straker
- Pani prezydent (2005-06; serial TV) jako Nathan Templeton
- Pan życia i śmierci (2005) – płk. Oliver Southern (głos)
- Broń dla każdego (2005) jako Carl Wilk
- Zorza polarna (2005) jako Ronald Shorter
- Dziewczyny z przemytu (2005) jako Bill Meehan
- Demon: Historia prawdziwa (2005) jako John Bell
- Dzikie plemię (2005) jako Ogden C. Osbourne
- Duma i uprzedzenie (2005) jako pan Bennet
- Pytając o miłość (2006) jako Hellfrick
- Święto piwa (2006) jako Johann von Wolfhaus
- Rewolta (2006) jako John Thorne
- Zabić wspomnienia (2007) jako sędzia David Raines
- Purchawka (2007) jako Lars
- Seks, kasa i kłopoty (2007-09; serial TV) jako Patrick "Tripp" Darling III
- Nie wszystko złoto, co się świeci (2008) jako Nigel Honeycutt
- Astro Boy (2009) – prezydent Stone (głos)
- Rzeźbiarz (2010) jako John Kranski
- Filary Ziemi (2010) jako Earl Bartholomew
- Mechanik (2011) jako Harry McKenna
- Szefowie wrogowie (2011) jako Jack Pellitt, ojciec Bobby’ego
- Dziewiąty legion (2011) jako wujek Marcusa
- Moby Dick (2011) jako o. Mapple
- Igrzyska śmierci (2012) jako prezydent Snow
- Operacja Sofia (2012) jako ambasador Ashdown
- Wyspa skarbów (2012) jako Flint
- Koneser (2013) jako Billy Whistler
- Igrzyska śmierci: W pierścieniu ognia (2013) jako prezydent Snow
- Przekraczając granice (2013; serial TV) jako Michel Dorn
- Igrzyska śmierci: Kosogłos. Część 1 (2014) jako prezydent Snow
- Igrzyska śmierci: Kosogłos. Część 2 (2015) jako prezydent Snow
- Ad Astra (2019) jako pułkownik Pruitt
- Telefon pana Harrigana (2022) jako pan Harrigan
- Igrzyska śmierci: Ballada ptaków i węży (2023) jako prezydent Snow[a]

## Nagrody
| Rok  | Nagroda                                            | Kategoria                                                                   | Film                                         |
| ---- | -------------------------------------------------- | --------------------------------------------------------------------------- | -------------------------------------------- |
| 1971 | NAACP Image Awards                                 | Wybitny aktor pierwszoplanowy w filmie fabularnym                           | Klute (1971)                                 |
| 1982 | Międzynarodowy Festiwal Filmowy w Karlowych Warach | Najlepszy aktor                                                             | Próg (1981)                                  |
| 1983 | Nagroda Genie                                      | Najlepszy występ aktora pierwszoplanowego                                   | Próg (1981)                                  |
| 1995 | Nagroda Emmy                                       | Najlepszy aktor drugoplanowy w miniserialu lub filmie telewizyjnym          | Obywatel X (1995)                            |
| 1996 | Złoty Glob                                         | Najlepszy aktor drugoplanowy w serialu, miniserialu lub filmie telewizyjnym | Obywatel X (1995)                            |
| 1999 | Nagroda Satelita                                   | Najlepszy aktor drugoplanowy                                                | Przed metą (1998)                            |
| 2003 | Złoty Glob                                         | Najlepszy aktor drugoplanowy w serialu, miniserialu lub filmie telewizyjnym | Na ścieżce wojennej (2002)                   |
| 2014 | Teen Choice Awards                                 | Najlepszy czarny charakter                                                  | Igrzyska śmierci: W pierścieniu ognia (2013) |
| 2018 | Nagroda Akademii Filmowej                          | Oscar za całokształt twórczości                                             | –                                            |
| 2018 | Festiwal Filmowy w Zurychu                         | Złote Oko za całokształt twórczości                                         | –                                            |
| 2019 | Międzynarodowy Festiwal Filmowy w San Sebastián    | Nagroda Donostia za całokształt twórczości                                  | –                                            |
| 2019 | 76. Międzynarodowy Festiwal Filmowy w Wenecji      | Nagroda Fondazione Mimmo Rotella                                            | Obraz pożądania (2019)                       |
| 2021 | Nagroda Critics Choice                             | Najlepszy aktor drugoplanowy w serialu limitowanym lub filmie telewizyjnym  | Od nowa (2020)                               |